# Конвой
Вижте пояснителната страница за други значения на Конвой.
Конвой (на френски: convoi: съпровождане, съпътстване) е група транспортни и търговски съдове, придвижваща се под охраната на военни кораби за защита от неприятеля и взаимна поддръжка. Създава се по време на прехода.
Конвоите се използват през Първата световна война за защита на търговските кораби от подводници, самолети и други. Във Втората световна война конвоят е задължителен за английските търговски кораби. По-късно го използват и американските кораби.

## Видове конвои
В тактиката се различават два вида участници в конвоя: транспорти и охрана. Всички охранявани кораби и съдове се считат за транспорти, независимо от това дали са военни транспорти, търговски съдове или бойни кораби. Боеспособните кораби, действащи съвместно със своя охрана, се считат не за конвой, а за корабно съединение или корабна група.
Конвоите се делят на:
- По района на прехода:
  - Океански
  - Крайбрежни

- По размери:
  - Малки (до 10 транспорта)
  - Средни (10-30 транспорта)
  - Големи (30-100 транспорта)
  - Свръхголеми (над 100 транспорта)

- По скорост (по основния курс):
  - Бавни (до 10 възела)
  - Бързоходни (над 10 възела)

- По характера на транспортите:
  - Товарни (понякога се подразделят на танкерни)
  - Войскови
  - Смесени
  - Специални